# 渡辺世祐
渡辺 世祐（わたなべ よすけ、1874年3月13日 - 1957年4月28日）は、日本史学者。明治大学、國學院大學各教授。学位は、文学博士（1919年）。山口県平民。

## 経歴
1874年、山口県吉敷郡下宇野令村（現・山口市）生まれ。旧姓は蔵田。山口高校を経て1900年7月、東京帝国大学文科大学国史学科を卒業。熊谷中学校勤務の後、1903年に「関東ヲ中心トシタル足利時代史」の研究のため、東京帝国大学大学院に進学する。
1904年（明治37年）から東京帝国大学史料編纂掛（史料編纂所）に勤務。1905年（明治38年）からは東京帝国大学文科大学講師として室町時代・戦国時代の歴史を講義する。1910年（明治43年）からは國學院大學部でも教鞭を取る。1915年（大正4年）史料編纂官。1932年（昭和7年）に明治大学専門部文科史学科長を兼ねた。1936年（昭和11年）に史料編纂所を退官後は1939年（昭和14年）まで嘱託として身を置いた。1949年（昭和24年）から1954年（昭和29年）まで明治大学文学部長を務めた他、國學院大學史学会長・文部省史料館評議員・地方史研究協議会第2代会長などの職も務めた。
1951年（昭和26年）、皇居で行われる講書始の担当となり、昭和天皇に「後奈良天皇の宸筆に就いて」を進講する。
1957年（昭和32年）、心臓伝達障害のため死去。葬儀は5月2日に明治大学記念館で文学部葬として行われた。

## 研究内容・業績
- 朝吹英二の委嘱で、三上参次とともに石田三成の再評価に着手し、1907年、『稿本石田三成』を上梓、三成の名誉回復に力があった。
- 徳川氏の祖先は新田氏とされていたが、この系譜は徳川家康が永禄9年（1566年）に叙任奏請をする際、世良田氏の系譜と自らの系譜をつなげたことが、渡辺により論証されている[16]。
- 明治大学専門部での講義内容は「相当に高級」で、他の講師たちにも「帝国大学の講義より落すな」と絶えず要求した[17]。

## 人物
- 趣味は義太夫、芝居、小説[1]。宗教は禅宗[1]。

## 家族・親族

### 渡辺家
（山口県、東京市小石川区林町）
- 養父・蒿蔵[3][18]
- 養母・コウ[3]
- 妻・ユキ[3]

1881年生 - 没
- 女・晴[3]（内野仙治に嫁す[3]）
- 男・克彦[3]
- 女・周子[3]
- 女・悌子[3]
- 男・弘毅[3]
- 男・復三[3]

### 親戚
- 内野仙治（京都大学名誉教授）

## 著書
- 稿本石田三成 1907、雄山閣 1929
- 武蔵武士 八代国治共著 博文館 1913、有峰書店 1987
- 安土桃山時代史 早稲田大学大版部 1916
- 豊太閤と其家族 日本学術普及会 1919
- 室町時代史　日本時代史第7巻 早稲田大学出版部 1926
- 安土桃山時代史 日本時代史第8巻 早稲田大学出版部 1926
- 足利時代之研究 関東中心 雄山閣 1926
  - 関東中心足利時代之研究 新人物往来社 1971、改訂版1995
- 蜂須賀小六正勝 雄山閣 1929
明治期の蜂須賀家の当主茂韶（侯爵）が、宮中に参内し応接室で待たされたとき、ふと卓上にあった煙草を一本失敬したところ、やってこられた明治天皇がそれに気づかれ、笑いながら「蜂須賀、先祖は争えんのう」と言われたという逸話があり、このことを気にした蜂須賀家が渡辺に依頼した。昭和期の作家海音寺潮五郎は「当時の武家で強盗ばたらきをしていた者は珍しくなかった。渡辺博士ほどの学者が気づかないはずはないのだが、蜂須賀家の依頼もだしがたく、そこを無視したものに違いない」と述べている（「列藩騒動録」講談社文庫）。
- 史籍の選択法 雄山閣 1938
- 小早川隆景 川上多助共著 三教書院 1939
- 豊太閤の私的生活 創元社 日本文化名著選 1939 
  - 秀吉の生涯 新人物往来社 1971
  - 豊太閤の私的生活 講談社学術文庫 1980。桑田忠親校訂
- 武田信玄の経綸と修養 創元社 日本文化名著選 1943。新人物往来社 1971
- 日本中世史の研究 六盟館 1946
- 社会経済史学 18号(3) 信濃高島藩金沢村小松三郎左衛門磔殺事件・地方史研究社会経済史学 社会経済史学会 1952
- 諏訪史 第3巻 諏訪教育会 1954
- 国史論叢 文雅堂書店 1956
- 正史 赤穂義士 光和堂 1965、新版1992、1998。井筒調策校訂